# Hank Roberts
Hank Roberts (* 24. März 1955 in Terre Haute, Indiana, USA) ist ein US-amerikanischer Jazz-Cellist und Sänger.

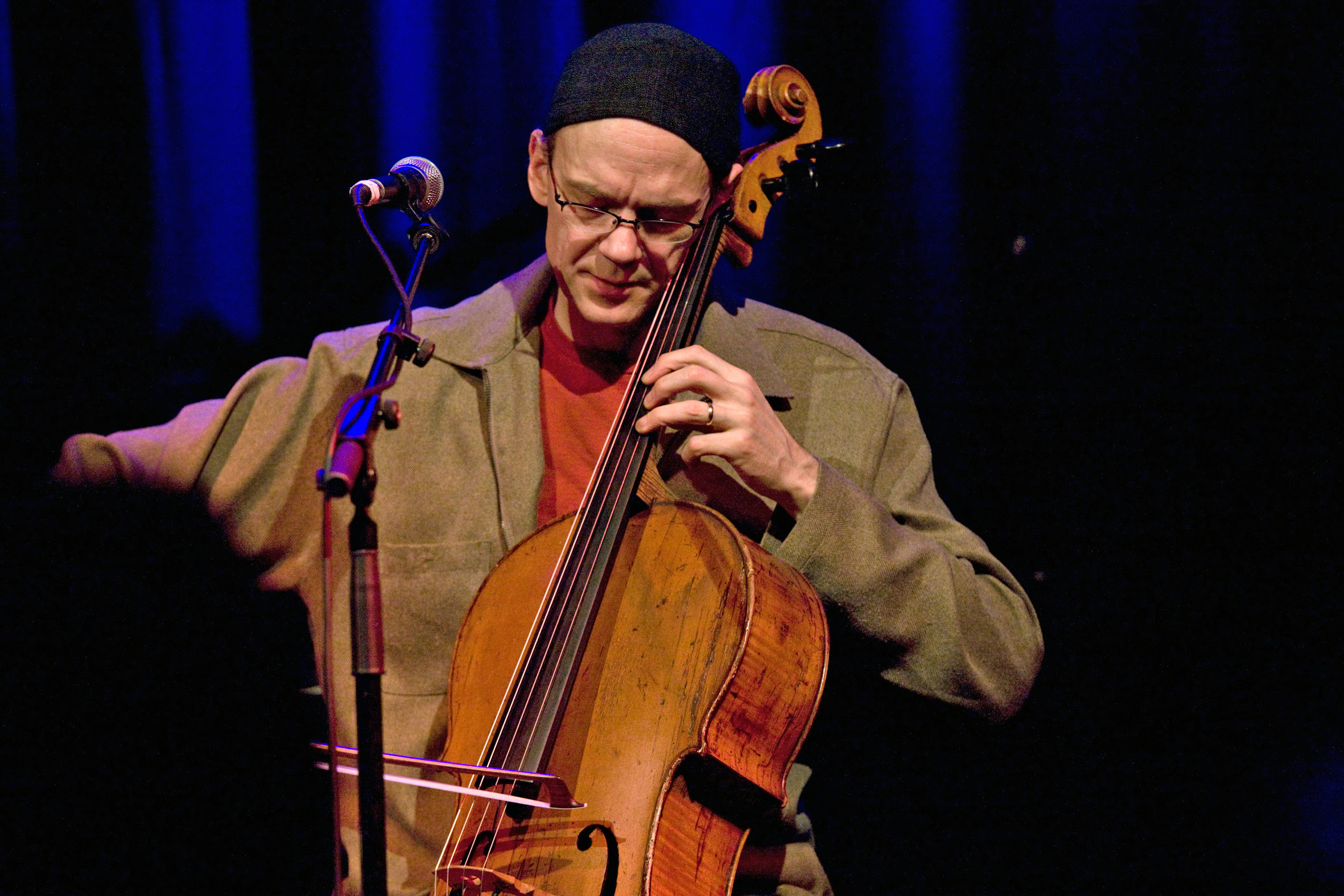
Hank Roberts im Jazzhaus Stadtgarten, Köln (März 2008)

## Leben
Im Alter von zehn Jahren begann Roberts Cello zu spielen. Außerdem lernte er autodidaktisch Posaune, Gitarre und Klavier, da er später Jazzmusiker werden wollte. Er spielte in verschiedenen Orchestern, Jazz-Bands, Rock- und Soulgruppen.
Mit der Absicht, improvisierender Cellist und Komponist zu werden, besuchte Roberts mit 19 Jahren die Berklee School of Music in Boston und hatte dort Unterricht bei Gary Burton. Er befasste sich einige Zeit nur mit modernem Jazz und begann zusätzlich zu seinem Cellospiel zu singen.
Nach Abschluss seines Studiums zog Roberts in den 1980er Jahren nach New York und fand dort raschen Anschluss an die Avantgarde-Szene. Zusammen mit Mark Dresser (Kontrabass) und Mark Feldman (Violine) gründete er das Arcado String Trio. Er spielte in den Bands von Bill Frisell und Tim Berne. 1987 erschien sein erstes Soloalbum auf dem JMT-Label (Black Pastels); ab 1997 veröffentlicht er seine Produktionen auf seinem eigenen Label Level Green Records. Seit Mitte der 1990er Jahre lebte er mit seiner Familie auf dem Land und beschäftigte er sich verstärkt mit Projekten außerhalb des klassischen Jazzbereichs, z. B. mit der Progressive Folk-Gruppe Ti Ti Chickapea oder der The Truth and Reconciliation Show. Nachdem seine Kinder alle großjährig waren, kehrte er 2015 nach New York zurück, wo er wieder vermehrt eigene Projekte auflegte. Zu hören ist er u. a. auf Harris Eisenstadts Album Recent Developments (2016), auf Jeff Lederers Schoenberg on the Beach (2023) und Rudy Roystons Alben Flatbed Buggy (2018) und Day (2023).
Roberts wurde zweimal im Kritikerpoll des Down Beat zum besten Cellospieler gekürt. 2008 war sein Album Green auf der Bestenliste des Preises der deutschen Schallplattenkritik.

## Diskografische Hinweise
- 1987 Black Pastels
- 1990 Hank Roberts and Birds of Prey, mit Vinnie Johnson
- 1992 Little Motor People
- 1997 22 Years from Now[1]
- 1997 I'll Always Remember
- 2002 The Truth and Reconciliation Show
- 2008 Green
- 2011 Everything Is Alive
- 2021 Science of Love
- 2023 Tim Berne, Hank Roberts, Aurora Nealand: Oceans and (Intakt)